# (3109) Machin
(3109) Machin es un asteroide perteneciente al cinturón de asteroides, descubierto el 19 de febrero de 1974 por Luboš Kohoutek desde el Observatorio de Hamburgo-Bergedorf, Hamburgo, Alemania.

## Designación y nombre
Designado provisionalmente como 1974 DC. Fue nombrado Machin en honor al escultor británico Arnold Machin.